# Kannagawa-Pumpspeicherkraftwerk
Das Kannagawa-Pumpspeicherkraftwerk (jap. 神流川発電所, Kannagawa hatsudensho, dt. „Kraftwerk Kannagawa“) ist ein in Bau befindliches Pumpspeicherkraftwerk von Tōkyō Denryoku (bzw. Tokyo Electric Power Company (Tepco)) bei Minamiaiki in der Präfektur Nagano und Ueno in Gunma in Japan. Das Wasserkraftwerk nutzt die Höhendifferenz zwischen einem unteren und einem oberen Becken, die von zwei Talsperren gebildet werden. Die obere ist die Minamiaiki-Talsperre am Fluss Minamiaiki-gawa und die untere die Ueno-Talsperre am Fluss Kanna-gawa. Das Kraftwerk soll sechs Pumpturbinen und Generatoren von je 470 MW bekommen, also zusammen 2820 MW. Stand 2005 war erst eine Maschineneinheit in Betrieb genommen worden, Stand 2023 ist die Nachrichtenlage dünn.

## Bau
Im Juli 1993 wurde das Kannagawa-Wasserkraft-Planungsbüro gegründet und im Juli 1995 das Kraftwerk genehmigt. Im Mai 1997 begannen die Bauarbeiten. Im Oktober 2003 fing man an, das Unterbecken an der Ueno-Talsperre einzustauen und im nächsten Jahr füllte sich auch das Minamiaiki-Reservoir. Beide Talsperren wurden 2004 komplettiert und auch das obere Becken war 2004 voll aufgestaut.

## Wasserkraftwerk
Das Kavernenkraftwerk befindet sich knapp 500 m im Untergrund und ist 216 m lang, 33 m breit und 51 m hoch. Es wird sechs Pumpturbinen mit je 470 MW Leistung haben, die eine Gesamtleistung von 2820 MW erbringen. Das Wasser fließt aus dem oberen Minamiaiki-Becken durch das Kraftwerk, wo es Elektrizität erzeugt, ins Ueno-Unterbecken. Die Pumpturbinen können dann zu verbrauchsschwachen Zeiten das Wasser aus dem unteren Reservoir zurück ins obere pumpen. Die verbindende Rohrleitung ist sechs Kilometer lang. Die hydraulische Fallhöhe ist 653 m und der maximale Durchfluss 510 m³/s. Die Maschineneinheit 1 begann mit dem kommerziellen Betrieb im Jahr 2005 und die zweite Einheit wurde für 2012 erwartet. Die anderen sollten erst ab 2020 in Betrieb gehen.

## Die beiden Talsperren
Der obere Minamiaiki-Staudamm steht in der gleichnamigen Gemeinde der Präfektur Nagano und ist ein 136 m hoher und 444 m langer Steinschüttdamm. Er besteht aus 7,3 Millionen Kubikmeter Schüttmaterial und staut ein 19,17 Millionen m³ großes Reservoir auf. Gespeist wird es durch den Fluss Minamiaiki-gawa der zum Shinano-Flusssystem gehört. (Die Koordinaten beziehen sich auf den Minamiaiki-Staudamm.)
Die untere Ueno-Talsperre in der gleichnamigen Gemeinde der Präfektur Gunma ist eine 120 m hohe und 350 m lange Beton-Gewichtsstaumauer. Sie besteht aus 720.000 m³ Beton und hat einen 18,4 Mio. m³ großen Stausee. Gespeist wird sie durch den Kanna-gawa des Tone-Flusssystems.